# Democratici per Andorra
I Democratici per Andorra (in catalano Demòcrates per Andorra, DA) sono un partito politico andorrano.
La vittoria del Partito Socialdemocratico nelle elezioni legislative in Andorra del 2009, la prima della sinistra nella storia del paese, provocò una massiccia opposizione che si tramutò ben presto nel rassemblement di tutte le altre forze politiche nella Coalizione Riformista, la quale ottenne il suo scopo di portare alla crisi la vecchia maggioranza e alla convocazione di elezioni politiche anticipate nel 2011, allorquando il movimento decise di fondersi in un unico partito che assorbì sia il vecchio Partito Liberale che il Nuovo Centro e i transfughi del gruppo socialdemocratico che ne avevano causato il crollo.
L'unione di tutte le rilevanti forze politiche contro l'ormai isolato partito socialdemocratico, rinsaldata dal patto di desistenza con la lista civica conservatrice dell'Unione Laurediana, comportò una larghissima vittoria con la conquista complessiva di 22 dei 28 seggi al Consell General.
Formati da componenti di tutte le forze politiche di ogni estrazione, i Democratici per Andorra si presentano come un tipico partito di centro egemone nella vita politica andorrana.

## Risultati elettorali
| Elezioni         | Voti  | Seggi   |
| ---------------- | ----- | ------- |
| Legislative 2011 | 8 553 | 22 / 28 |
| Legislative 2015 | 5 448 | 15 / 28 |
| Legislative 2019 | 6 248 | 11 / 28 |
| Legislative 2023 | 6 262 | 17 / 28 |